# Музей на гурбетчийството
Музеят на гурбетчийството е единственият в България музей, посветен на гурбетчийското градинарство. Намира се в град Лясковец.
Разположен в характерна лясковска къща и нейния двор – паметник на културата от епохата на Българското възраждане. Експозицията е създадена в чест на предприемчивите лясковски земеделци. Тя проследява възникването и развитието на българското градинарство като масово икономическо и социално дело от епохата на Възраждането до 1944 г., като представя и традиционните дейности на района.
Музеят разполага с конферентна зала за провеждане на семинари, срещи, изложби и атракционно-дегустационен център по тематиката. Той е създаден през 1976 година в известния на всички местни жители „Ланджов двор“. Музеят е разположен на площ от 500 кв. м., която включва две изложбени зали, сайвант (навес) и архитектурния паметник на културата – Хаджиниковата къща, построена през 1862 година. В музея са изложени над шестстотин оригинални предмета, подредени в експозиционните зали, в сайванта и в самата стара възрожденска къща. Тук могат да се видят оригинални документи и знамена на градинарските дружества от Лясковец и околните села, дрехи, битови и ювелирни предмети, донесени от чужбина, тескерета (разрешителни за пътуване в чужбина) и пари от държавите, в които са работили лясковските гурбетчии, приходно-разходни тефтери на тайфите (групи), подялбени протоколи, устави, снимки, запечатали живота и работата на тружениците, както и различни оръдия на труда. Много от тези автентични предмети, които обогатяват сбирката, са специално дарение от лясковчани, потомци на едновремешните градинари, както и от наследници на български градинари, живеещи в Унгария.